# Бад Ендбах
Бад Ендбах (њем. Bad Endbach) општина је у њемачкој савезној држави Хесен. Једно је од 22 општинска средишта округа Марбург-Биденкопф. Према процјени из 2010. у општини је живјело 8.463 становника. Посједује регионалну шифру (AGS) 6534003.

## Географски и демографски подаци
Бад Ендбах се налази у савезној држави Хесен у округу Марбург-Биденкопф. Општина се налази на надморској висини од 290-500 метара. Површина општине износи 39,8 km². У самом мјесту је, према процјени из 2010. године, живјело 8.463 становника. Просјечна густина становништва износи 212 становника/km².

## Међународна сарадња
| Мјесто        | Држава    | Врста сарадње | Од    |
| ------------- | --------- | ------------- | ----- |
| Амбт Монтфорт | Холандија | партнерство   | 1988. |
| Извор         |           |               |       |